# Gibraltar Chronicle
El Gibraltar Chronicle es un periódico publicado diariamente en la ciudad de Gibraltar. Es el periódico más antiguo de esta colonia británica y el segundo más antiguo dentro del ámbito anglosajón. Los archivos del Gibraltar Chronicle están depositados en la Biblioteca de Garrison (la antigua biblioteca de la guarnición).

## Historia
El Gibraltar Chronicle fue fundado por Charles Bouisson en 1801.

## Curiosidades
- Dos semanas antes de que llegara a Londres, el Gibraltar Chronicle recibió la noticia sobre la victoria británica en la batalla de Trafalgar (1805), siendo el primer periódico en publicarla.
- Entre septiembre de 1804 y marzo de 1805 la edición del Gibraltar Chronicle estuvo paralizada como consecuencia de una epidemia de fiebre amarilla, hecho conocido porque los gibraltareños pidieron ayuda a España para instalarse en el istmo por ser zona abierta y limpia en la que salvarse de la enfermedad, traicionando luego el favor quedándose definitivamente en la zona.[4] (Ver más sobre este momento histórico).